# Lithophane ripagina
Lithophane ripagina là một loài bướm đêm trong họ Noctuidae.